# Paola Farías
Paola Anabella Farías Álvarez (Esmeraldas, 25 de junio de 1974), es una modelo, actriz y cantante ecuatoriana, también conocida como La Cocotera debido a su tema musical del mismo nombre.

## Biografía

### Vida personal
Paola Farías nació en Esmeraldas, Ecuador, el 25 de junio de 1974. Tiene una hija con el animador de televisión Gustavo Navarro, llamada Ana Victoria. En julio de 2008 contrajo matrimonio con Xavier Moncayo, y el 27 de diciembre de 2012 se divorció.

### Carrera
En 1992 ganó un concurso de belleza, coronándose como reina de Esmeraldas. Inició su carrera en la televisión en 1995 junto a Bernard Fougeres, como modelo para El show de Bernard de Ecuavisa.
Siguió su carrera en 1996 como modelo de los programas de televisión de SíTV, cómo Guayaquil Caliente, Todos a Bailar y Fantasía de Playa. Fue miembro del grupo musical Las Perlas del Pacífico como cantante durante 4 años. Incursionó como actriz en las producciones cómicas y dramáticas de dicho canal como Juego de manos, Ídolos de la bola, Fantasías en la Playa, Las travesuras de Pepito y Palabras al Viento.
En 2000 inicia su carrera como cantante solista, dejando el canal. En 2001 vuelve a la televisión como actriz de TC Televisión, en Emergencia y A flor de piel, y como animadora de Todos a bailar. En 2001 lanzó su tema musical La Cocotera, con el cual se ganó dicho seudónimo.
En 2006 interpreta a Mary Zambrano en la serie cómica La niñera de Ecuavisa, donde más tarde forma parte de Súper papá y El exitoso Lcdo. Cardoso. En 2007 fue la modelo principal del video musical (Calm My Nerves) Nena calma mis nervios del cantante de reguetón Don Omar. Desde 2013 es parte del jurado de Ecuador Tiene Talento, junto a María Fernanda Ríos, Diego Spotorno, Wendy Vera, Fabrizzio Ferreti, Fernando Villarroel y Carolina Jaume.
Entre 2017 y 2018 forma parte de Teleamazonas como jurado de la cuarta y quinta temporada del reality Yo me llamo junto a Juan Fernando Velasco y Paulina Tamayo, y como presentadora del programa de farándula Jarabe de pico.
En 2020 participó en la telenovela Antuca me enamora de TC Televisión, donde interpretó a Cleo, compartiendo créditos con Katty García y Ney Calderón.

## Filmografía

### Series y Telenovelas
| Año       | Título                   | Personaje                |
| --------- | ------------------------ | ------------------------ |
| 2020      | Antuca me enamora        | Cleotilde Vásquez "Cleo" |
| 2016      | La Trinity               | Ella misma               |
| 2016      | 3 Familias               | Ella misma               |
| 2011      | Condominio               | Laura                    |
| 2010      | Fanatikda                | Lilibeth                 |
| 2009      | El exitoso Lcdo. Cardoso | Yoya                     |
| 2009      | La Panadería             | Varios personajes        |
| 2007      | Súper Papá               | Lola                     |
| 2005-2006 | La Niñera                | Mary Zambrano            |
| 2002      | A flor de Piel           | Ella misma               |
| 2002      | Mi Recinto               | Novia de Compadre Tulio  |
| 2001      | Emergencia               | Enfermera Pilar Lopez    |
| 1999-2001 | De La Vida Real          | Varios personajes        |
| 1998-1999 | Sin Animo de Ofender     | Varios personajes        |

### Programas
| Año       | Programa              | Rol        |
| --------- | --------------------- | ---------- |
| 2021      | Soy el mejor          | Jurado     |
| 2018      | Jarabe de Pico        | Conductora |
| 2017-2018 | Yo me LLamo           | Jurado     |
| 2013-2016 | Ecuador Tiene Talento | Jurado     |
| 2008      | El Club de la Mañana  | Conductora |
| 2004      | Todos a bailar        | Conductora |
| 1996-1999 | Guayaquil Caliente    | Modelo     |
| 1995      | El show de Bernard    | Modelo     |